# هرمان بارانووسکی
هرمان بارانووسکی (به آلمانی: Hermann Baranowski) (زاده ۲۴ آوریل ۱۸۹۷ - مرگ ۱ سپتامبر ۱۹۶۹) یک نظامی آلمانی در دوره رایش سوم و از آوریل تا اکتبر ۱۹۳۶ فرمانده اردوگاه کار اجباری لیشتنبورگ، در سال ۱۹۳۸ شوتزهافت‌لاگرفورر اردوگاه کار اجباری داخائو و از فوریه ۱۹۳۸ تا سپتامبر ۱۹۳۹ فرمانده اردوگاه مرگ زاخسنهاوزن بود.